# Centrum LIM
Готель «Marriott» (первісна назва Centrum LIM, однак згодом була прийнята назва готелю, розташованого у будинку) — офісно-готельний комплекс, одна із найвищих будівель Варшави. Девелопером будівлі є компанія «LIM Joint Venture».

## Історія
Спільне товариство «LIM» було утворене в 1987 році трьома партнери: LOT (Польські авіалінії), ILBAU GmbH (австрійська будівельна компанія) та Marriott International (міжнародна мережа готелів); від трьох перших літер назв компаній-засновників отримало свою назву. У 1998 році ILBAU GmbH продала свою долю акцій SGS GmbH. Готель будувала компанія «Zjednoczenie Budownictwa Miejskiego Bydgoszcz» (пол. Союз муніципального будівництва Бидгощ) (нині «Budopol»), яка з 1976 року підпорядкована консорціуму «Zjednoczeniu Budowy Obiektów Użyteczności Publicznej w Warszawie» (пол. Спілка будівництва громадських будівель у Варшаві) з англійською компанією BPBM. Будівля була побудована в 1989 році і швидко здобула авторитет і популярність завдяки досягненню одинією з перших в Польщі п'ятизіркового стандарту готельних номерів.
У 1999 році знаменитий французький альпініст Ален Робер піднявся на верх будівлі без захисного спорядження і дозволу дирекції «Marriott». У тому ж році такий же подвиг здійснив польський фотограф і альпініст Девід Кашліковськи, через 10 років після цього, 22 квітня 2009 будівлю підкорив Варфоломій Опьєла.
У квітні 2002 року вперше у Польщі стрибок з даху готелю «Marriott» здійснив Фелікс Баумгартнер.

## Архітектура
Архітектура готелю «Marriott» ніколи не відрізнялась яскравим дизайном. Фасад будівлі темно-зеленого кольору, який добре поєднується з фасадом сусідньої будівлі синього кольору Intraco II. Будівля «Marriott» має форму паралелепіпеда, квадратного в плані, майже рівномірного забарвлення, тільки елементи диверсифікації — грані паралелепіпеда є білого кольору. На двох рівнях споруда обрамлена двома темними смугами, які закривають технічні приміщення: одна на верхній частині будівлі, інша відділяє офісну та готельну частину будівлі.
Будівля фактично складається з двох елементів. Башта є лише одним з них, інший має набагато більшу площу, але тільки два поверхи у висоту — це так звана «галерея LIM». Вона включає близько 40 ексклюзивних магазинів, кафе, ресторанів і бінго кімнату. У самій вежі на першому поверсі знаходяться офіси, і від приблизно середини починається сам готель. Готель займає 20 поверхів, тут всього є 522 номери і 63 люкси. Готелю «Marriott» у Варшаві не випадково присвоюно п'ять зірок — в кожному номері є кондиціонер, супутникове телебачення, до послуг клієнтів готелю також є сауна, басейн, конференц-зали, дев'ять барів і ресторанів, які тільки можна очікувати в сучасному, європейському готелі.

### Особливості будівлі
- На останньому поверсі готелю знаходиться розкішний і просторий президентський люкс;
- Антена на будівлі має висоту 30 метрів;
- Будинок підземним переходом з'єднаний з головним залізничним вокзалом Варшави;
- Будівля може бути умовно розділена на 3 частини: зона закладів торгівлі та рецепції готелю, офісні приміщення між поверхами 6-20, та готель, розташований над офісами.[2]

## Відомі відвідувачі готелю
- Майкл Джексон (1996);
- Барак Обама (2011).